# Норт-Катасока (Пенсільванія)
Норт-Катасока (англ. North Catasauqua) — місто (англ. borough) в США, в окрузі Нортгемптон штату Пенсільванія. Населення — 2971 особа (2020).

## Географія
Норт-Катасока розташований за координатами 40°39′49″ пн. ш. 75°28′26″ зх. д. / 40.66361° пн. ш. 75.47389° зх. д. (40.663571, -75.473879).  За даними Бюро перепису населення США в 2010 році місто мало площу 1,91 км², з яких 1,86 км² — суходіл та 0,06 км² — водойми.

## Демографія
Згідно з переписом 2010 року, у селищі мешкало 2849 осіб у 1181 домогосподарстві у складі 809 родин. Густота населення становила 1489 осіб/км².  Було 1242 помешкання (649/км²).
Расовий склад населення:
| - 95,2 % — білих - 1,2 % — чорних або афроамериканців - 0,9 % — азіатів - 0,1 % — корінних американців - 1,7 % — осіб інших рас |

До двох чи більше рас належало 1,0 %. Частка іспаномовних становила 5,2 % від усіх жителів.
За віковим діапазоном населення розподілялося таким чином: 19,9 % — особи молодші 18 років, 64,3 % — особи у віці 18—64 років, 15,8 % — особи у віці 65 років та старші. Медіана віку мешканця становила 42,6 року. На 100 осіб жіночої статі у селищі припадало 97,2 чоловіків;  на 100 жінок у віці від 18 років та старших — 94,8 чоловіків також старших 18 років.
Середній дохід на одне домашнє господарство  становив 67 246 доларів США (медіана — 54 674), а середній дохід на одну сім'ю — 75 919 доларів (медіана — 64 286). Медіана доходів становила 49 508 доларів для чоловіків та 38 611 долар для жінок. За межею бідності перебувало 5,5 % осіб, у тому числі 10,6 % дітей у віці до 18 років та 2,1 % осіб у віці 65 років та старших.
Цивільне працевлаштоване населення становило 1474 особи. Основні галузі зайнятості: освіта, охорона здоров'я та соціальна допомога — 25,0 %, виробництво — 13,1 %, роздрібна торгівля — 12,5 %.